# Fürstentum Kiew

Die Fürstentümer der Rus im Jahr 1237. Kiew ist hellblau dargestellt.

Das Fürstentum Kiew (russisch Киевское княжество, Kijewskoje knjaschestwo, ukrainisch Київське князівство, Kyjiwske knjasiwstwo) war ein Teilfürstentum der Kiewer Rus mit dem Zentrum in Kiew. Es bildete lange Zeit das kulturelle Zentrum der Rus und diente als Sitz des Großfürsten unter den rurikidischen Herrschern des Landes.

## Lage
Das Kiewer Fürstentum entstand auf den Stammesgebieten der Poljanen und der Drewljanen. Es erstreckte sich zwischen den Flüssen Dnepr, Slutsch, Ros und Prypjat. Es grenzte im Norden an das Fürstentum Turow-Pinsk, im Osten an das Fürstentum Tschernigow und das Fürstentum Perejaslaw, im Westen an Galizien-Wolhynien. An seiner südlichen Flanke grenzte es an die Steppe, das sogenannte „Wilde Feld“, in dem turkstämmige Reiternomaden wie Petschenegen oder Kumanen lebten. Zu ihrer Abwehr siedelten die Kiewer Fürsten entlang des Ros die Schwarzen Klobuken an.

## Geschichte
Nachdem das Umland Kiews bereits im Laufe des 10. Jahrhunderts das Kerngebiet der Kiewer Rus darstellte, bildeten sich unter Wladimir dem Heiligen eine Reihe von halbautonomen Teilfürstentümern in der Rus aus, die von seinen Söhnen (Fürsten) regiert werden sollten. Kiew blieb dabei der Kern des Landes, der dem Großfürsten vorbehalten war. Nach dem Senioratsprinzip rückte nach dem Tod des Großfürsten der jeweils älteste seiner Erben nach und regierte in Kiew weiter. Darüber hinaus blieb Kiew das Zentrum des geistigen Lebens mit dem Sitz des Metropoliten der Russisch-Orthodoxen Kirche.

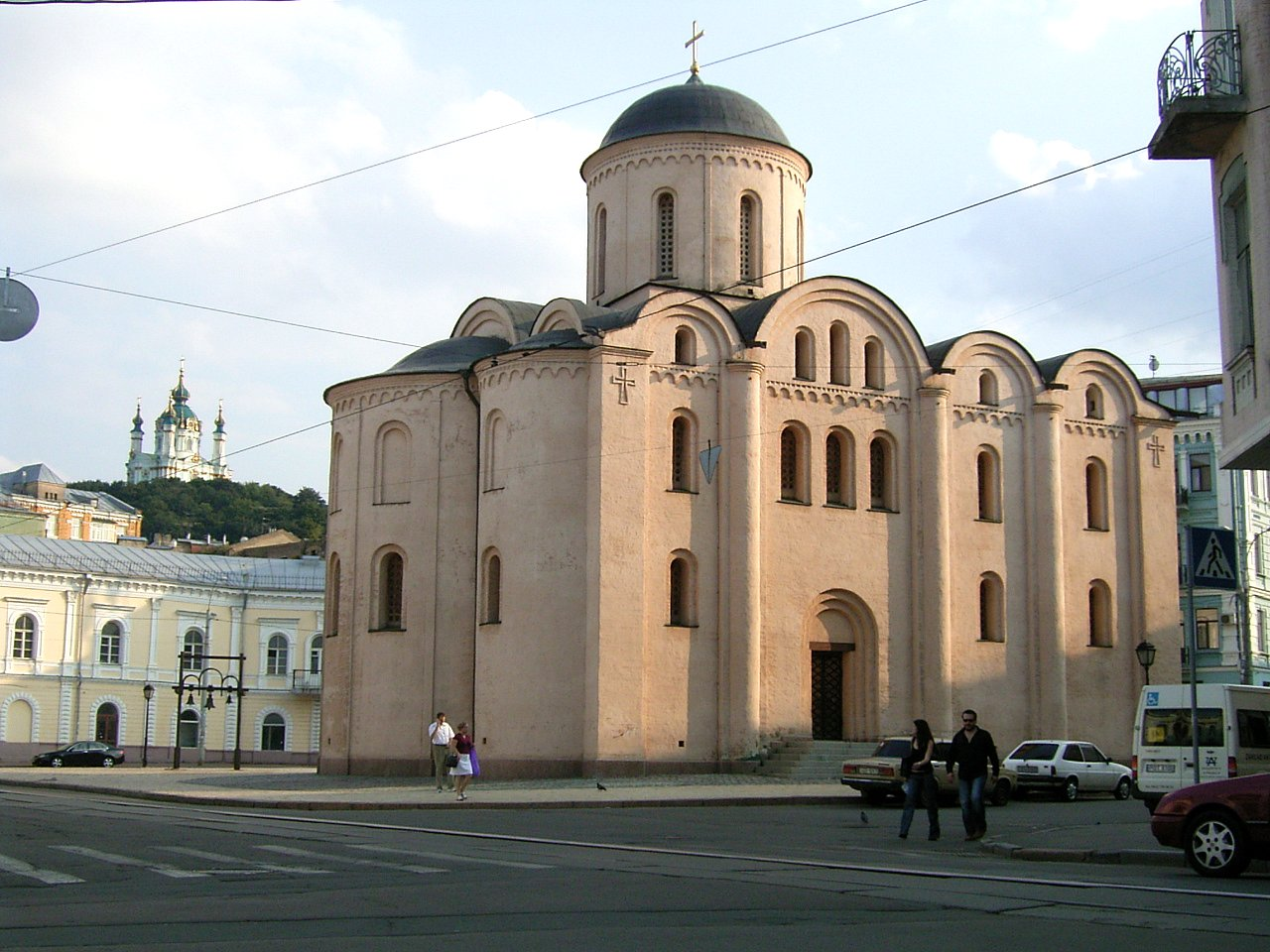
Rekonstruierte Pyrohoschtscha-Gottesmutter-Kirche in Kiew

Nach dem Tod Mstislaws des Großen im Jahr 1132 kam es zum faktischen Zerfall der Kiewer Rus und zur Herausbildung des Kiewer Gebiets als separates Fürstentum. Obwohl der Kiewer Großfürst kein Beherrscher und Besitzer aller Rus-Gebiete war, blieb er dennoch an der Spitze der feudalen Hierarchie und galt weiterhin als „oberster“ unter den Fürsten. Dies machte Kiew zum Streitobjekt unter den verschiedenen Seitenlinien der Rurikiden. Neben den Nachfahren Mstislaws, deren Zentrum Smolensk wurde, kämpften die Fürsten von Tschernigow (Olgowitschi) und die Fürsten von Wladimir-Susdal um die Herrschaft in Kiew, wobei auch die lokalen Bojaren eine wichtige Rolle spielten.
Die Bedeutung des Kiewer Fürstentums nahm mit der Zeit ab, es setzte sein Zerfall ein. In den Jahren 1150–1180 bildeten sich um zahlreiche seiner Städte wie Wyschgorod, Kanew, Tortschesk, Belgorod eigene Teilfürstentümer heraus. Darüber hinaus existierten neben Kiew nun weitere politische Zentren: Wladimir im Osten und Galitsch im Westen. Beiden gelang es immer wieder Kiew zu erobern und sie setzten dort eigene Statthalter ein. So löste beispielsweise der Wladimirer Fürst Andrei Bogoljubski den Großfürstentitel vom Sitz in Kiew und regierte fortan als Großfürst aus Wladimir, nachdem er zuvor die ehemalige Hauptstadt im Jahr 1169 erobert hatte. Die fürstlichen Fehden wurden von verheerenden Überfällen der Kumanen (Polowzer) begleitet, was weite Teile der Bevölkerung dazu bewog, in Richtung neuer Machtzentren zu migrieren, wo sich die Menschen ein ruhigeres Leben erhofften. Die Streitigkeiten unter den Rurikiden der benachbarten Fürstentümer setzten sich bis zur mongolischen Eroberung Kiews im Jahr 1240 fort.
Die mongolische Invasion hinterließ das Fürstentum Kiew in einem schwer verwüsteten Zustand. Es befand sich fortan unter einer formellen Oberhoheit der Großfürsten von Wladimir-Susdal (Alexander Newski und sein Bruder Jaroslaw), die ihrerseits den Mongolen unterstanden. 1299 entschied sich Maxim, der Metropolit von Kiew, den Sitz der Russisch-Orthodoxen Kirche nach Wladimir zu verlegen. Nach der Schlacht am Irpen im Jahr 1321 wurde das Fürstentum Kiew zum Objekt der litauischen Aggression unter Gediminas und wurde 1362 im Zuge der Schlacht am Blauen Wasser unter Algirdas endgültig dem Großfürstentum Litauen einverleibt, in dessen Verband es formell noch bis zum Jahr 1471 als distinkte Einheit existierte.